# Fränkisch-Crumbach
Fränkisch-Crumbach è un comune tedesco di 3 078 abitanti situato nel land dell'Assia.